# IPv6 to IPv6 Network Prefix Translation
IPv6-to-IPv6 Network Prefix Translation (NPTv6) é uma especificação para IPv6 para atingir independência de endereço na borda da rede, semelhante à tradução de endereço de rede (NAT) no Protocolo de Internet versão 4 (IPv4). Ele tem menos problemas arquitetônicos do que o NAT IPv4 tradicional; por exemplo, ele é sem estado e preserva a acessibilidade atribuída ao princípio de ponta a ponta.
No entanto, o método pode não traduzir endereços IPv6 incorporados corretamente (o IPsec pode ser afetado) e o DNS de horizonte dividido pode ser necessário para uso em um ambiente de negócios.
Exemplo de multihoming NPTv6 O NPTv6 difere do NAT66, que é com estado. Com o NPTv6, nenhuma tradução de porta é necessária nem outra manipulação de características de transporte. Comparado ao NAT66, com o NPTv6 há acessibilidade de ponta a ponta junto com mapeamento de endereço 1:1. Isso torna o NPTv6 uma escolha melhor do que o NAT66.